# Schrankia seinoi
Schrankia seinoi är en fjärilsart som beskrevs av Inoue 1979. Schrankia seinoi ingår i släktet Schrankia och familjen nattflyn. Inga underarter finns listade.